# Anne Couppier de Romans
Anne Couppier de Romans (1737 - 1808), baronne de Meilly-Coulonge, est une maîtresse du roi de France Louis XV.

## Biographie

### Naissance
Elle naît à Grenoble, alors dans la province du Dauphiné en 1737 et meurt à Versailles alors dans le département de Seine-et-Oise, le 27 décembre 1808.
Son acte de baptême indique qu'elle est la fille de sieur Jean Joseph Roman Couppier, bourgeois, et de Madeleine Armand, époux mariés. Son parrain est un marchand et sa marraine est la femme d'un marchand. Par la suite, son acte de baptême sera falsifié sur un des deux registres avec la volonté d'en faire une noble : sieur devient messire, la particule de est intercalée entre Roman et Couppier devenu Coppier, les épithètes de marchand sont grattés. Son acte de décès la qualifie de dame Anne Coppier.

### Maîtresse du roi
De passage à Grenoble durant l'été 1760, Giacomo Casanova, son amant, inventa pour elle un horoscope qui lui ordonne d'aller à Paris, pour y devenir une maîtresse de Louis XV,. Casanova la décrit ainsi : « Sa peau de satin était d'une blancheur éblouissante que relevait encore une magnifique chevelure noire. Les traits de son visage étaient d'une régularité parfaite ; son teint était légèrement coloré, ses yeux noirs, bien fendus avaient à la fois le plus vif éclat et la plus grande douceur ; elle avait les sourcils bien arqués, la bouche petite, les dents régulières et bien placées avec un émail de perle, et les lèvres d'un rose tendre sur lesquelles reposait le sourire de la grâce et de la pudeur. » Comme elle est de grande taille, Louis XV la surnomme « ma grande ».
Elle a une liaison avec le roi Louis XV, de 1760 à 1765 au grand dam de la marquise de Pompadour, favorite officielle. En 1762, elle a du roi un fils, Louis-Aimé de Bourbon (1762-1787), dit l'abbé de Bourbon, seul fils illégitime que le roi a reconnu. Elle se montra exigeante auprès du roi, demandant des honneurs et la légitimation de son fils, au point que le monarque se lassa des importunités et maladresses de sa maîtresse. En septembre 1765, des archers vinrent enlever l'enfant qui fut élevé loin de sa mère et dans l'ignorance de sa royale ascendance, jusqu'au jour où il fut en âge d'entrer au collège de Pontlevoy. Exilée, elle quitte Passy pour aller vivre dans un couvent des Ursulines à Saint-Denis. Louis Phélypeaux de Saint-Florentin lui donne souvent des nouvelles de son fils. Outre les rentes qu'il lui a concédées pour elle et son fils, en 1767 Louis XV lui fait remettre 500 000 livres.

### Mariage et fin de vie
Elle épouse en 1772 Gabriel Guillaume de Siran, marquis de Cavanac. Elle est surprise en 1781 avec son jeune amant l'abbé Thomas de Boisgelin de Kerdu, de dix-sept ans son cadet, ce dernier voyant ainsi sa carrière ecclésiastique brisée.
Elle émigre en Espagne en 1792, puis revient en France et meurt ruinée à Versailles, 21, rue de Satory le 27 décembre 1808,.